# Прогонова будова

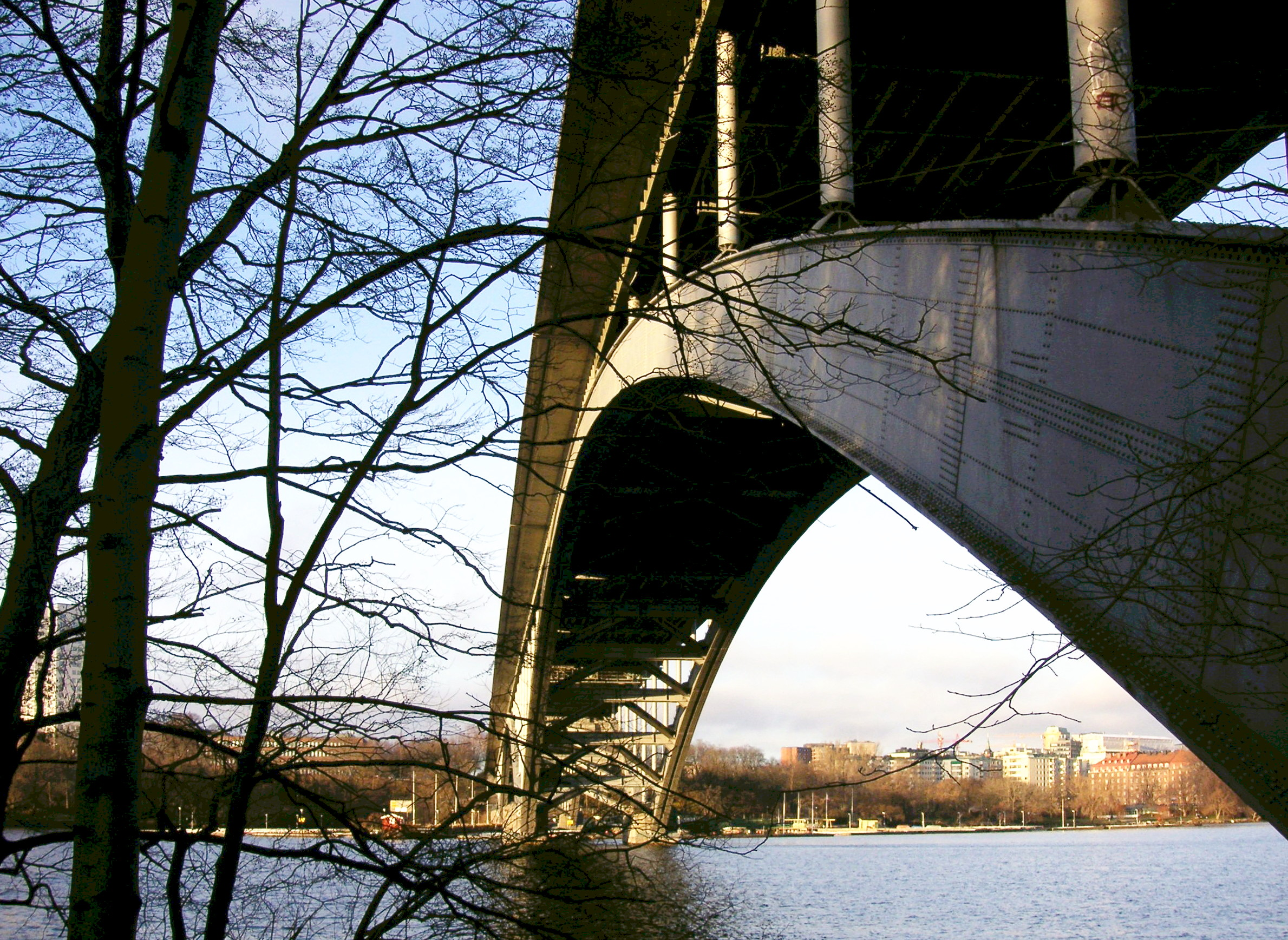

Прогоно́ва будо́ва (рідше — прогі́н) — тримальна конструкція мостової споруди, що перекриває простір між опорами та спирається на них. Прогонова будова сприймає навантаження від елементів мостового полотна, транспортних засобів, пішоходів, вітру тощо, передаючи її на опори мосту. Прогонова будова є найвідповідальнішою частиною мосту.

## Конструкція
Прогонова будова складається з тримальних конструкцій — поздовжніх балок або ферм, поперечних балок (діафрагм) і плит проїзної частини. Навантаження, що сприймає прогонова будова, передаються на опори через так звані опорні частини.
Прогонова будова тримає дорожнє полотно та пішохідні тротуари. Поверх неї вкладають шари дорожнього покриття (асфальтовий або цементний бетон, гідроізоляцію та ін.)
Матеріалами для прогонової будови служать метали (сталь, алюмінієві сплави), залізобетон, бетон, природний камінь, деревина.
Конструкція моста та його статична схема визначаються статичною схемою прогонової будови; остання може бути балковою, рамною, арковою, висячою (вантовою) або комбінованою.
Від виду прогонової будови часто залежить загальна архітектурна композиція моста. Зазвичай прогонові будови виконують прямолінійними в плані. Прогонові будови сучасних мостів, естакад і шляхопроводів на перетинах транспортних магістралей можуть бути і складних форм, наприклад спіралеподібних, кільцевих, розгалужених тощо.

## Будівництво
Способи будівництва прогонової будови обирають залежно від статичної схеми останніх і будівельного матеріалу конструкції. Найчастіше будівництво здійснюють із збірних елементів, виготовлених на спеціалізованих заводах або полігонах.

## Класифікація

### За типом конструктивного рішення
- балкові;
- аркові — основною тримальною конструкцією є арки, на які спирається надаркова споруда;
- рамні;
- вантові;
- висячі;
- комбіновані.

### За матеріалом
- металеві;
- залізобетонні;
- дерев'яні.